# Enrico Bevignani

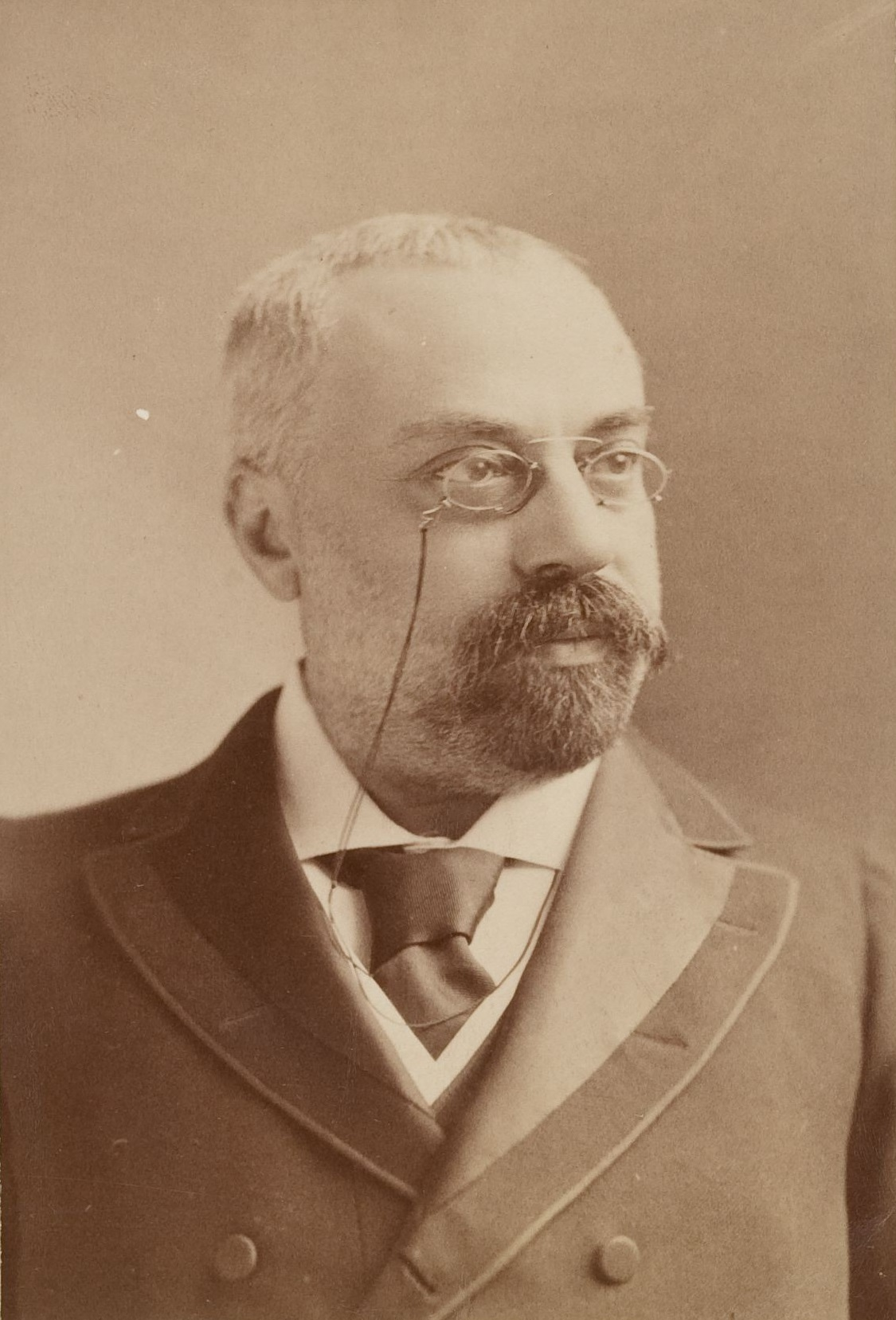
Enrico Bevignani, c. 1894

Enrico Modesto Bevignani (Napoli, 29 settembre 1841 – Napoli, 29 agosto 1903) è stato un direttore d'orchestra, compositore e impresario teatrale italiano, attivo in Inghilterra, Russia e negli Stati Uniti d'America.

## Biografia
Studiò nella città natale con Giuseppe Albanese, Salvatore Lavigna, Giuseppe Lillo e Giuseppe Staffa.
Nonostante l'esordio operistico (con Caterina Blum per il libretto di Domenico Bolognese al teatro San Carlo il 3 settembre 1862) con Maria Spezia Aldighieri sia stato coronato da un buon successo, preferì dedicarsi alla carriera di direttore d'orchestra, che svolse soprattutto all'estero.
Nel 1864 si trasferì a Londra, dove fu dapprima maestro al clavicembalo all'Her Majesty's Theatre e poi - dal 1871 al 1878 - direttore stabile del Covent Garden.
Dal 1874 al 1881 fu attivo in Russia, dove diresse soprattutto opere italiane a San Pietroburgo e Mosca. Il 17 marzo 1879 diresse la prima assoluta di Evgenij Onegin al teatro Bol'šoj di Mosca, elogiato da Čajkovskij, e il 23 ottobre dello stesso anno la prima moscovita, sempre al Bol'šoj, de Il Demone di Anton Rubinštejn.
Nel 1883 lo zar gli conferì la Croce dell'Ordine di S. Stanislao.
Dal 1893 diresse negli Stati Uniti (fu al teatro Metropolitan di New York tra il 1893 e il 1895 e nel 1900), a Berlino e Vienna.
Malato di cuore, si ritirò a Napoli nel 1900.
Come compositore scrisse anche romanze da camera e pezzi pianistici.